# ラムスデン式接眼鏡

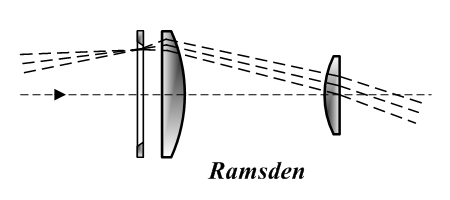
構成図

ラムスデン式接眼鏡（ラムスデンしきせつがんきょう）は接眼レンズの一形式である。1783年にイギリスのジェッセ・ラムスデン（Jesse Ramsden ）が発明した。

## 構成
同型の凸レンズを向いあわせ対称に配置した2群2枚。2枚のレンズの焦点距離とその間隔をすべて同じにすると倍率の色収差補正になるが、そうすると対物側レンズ表面のゴミが接眼側レンズで拡大されて目立つので、間隔を0.85f程度に短縮してある。レンズの硝材は2枚ともBK7を使うのが普通である。レンズが対称型なので歪曲収差が少なく、測定に適している。球面収差は同焦点のハイゲンス式より8:1程度で優れている。
後に後方のレンズを色消しの合わせレンズにしたケルナー式接眼鏡に発展した。

## 特徴
糸や目盛を入れられるため測定用として非常に役立ち、現在でもファインダー、検査用拡大鏡、顕微鏡などに用いられることがある。接着面がないため、レンズ接着剤の耐熱性が悪かった時代には、ハイゲンス式接眼鏡とともに太陽観測用接眼鏡として推奨された。しかし色収差が大きく1980年代からはほとんど使われずファインダーでもケルナー式接眼鏡を使うようになっている。